# Dalabyggð
Dalabyggð ([ˈtaːlaˌpɪxθ]ⓘ) es un municipio de Islandia. Se encuentra en la zona norte de la región de Vesturland y en el condado de Dalasýsla. 

## Población y territorio
Tiene un área de 2439 kilómetros cuadrados, que en términos de extensión es comparable con la de Luxemburgo. Abraza, por así decirlo, al fiordo de Hvammsfjörður. Una extensión del Breiðafjörður.

## Galería

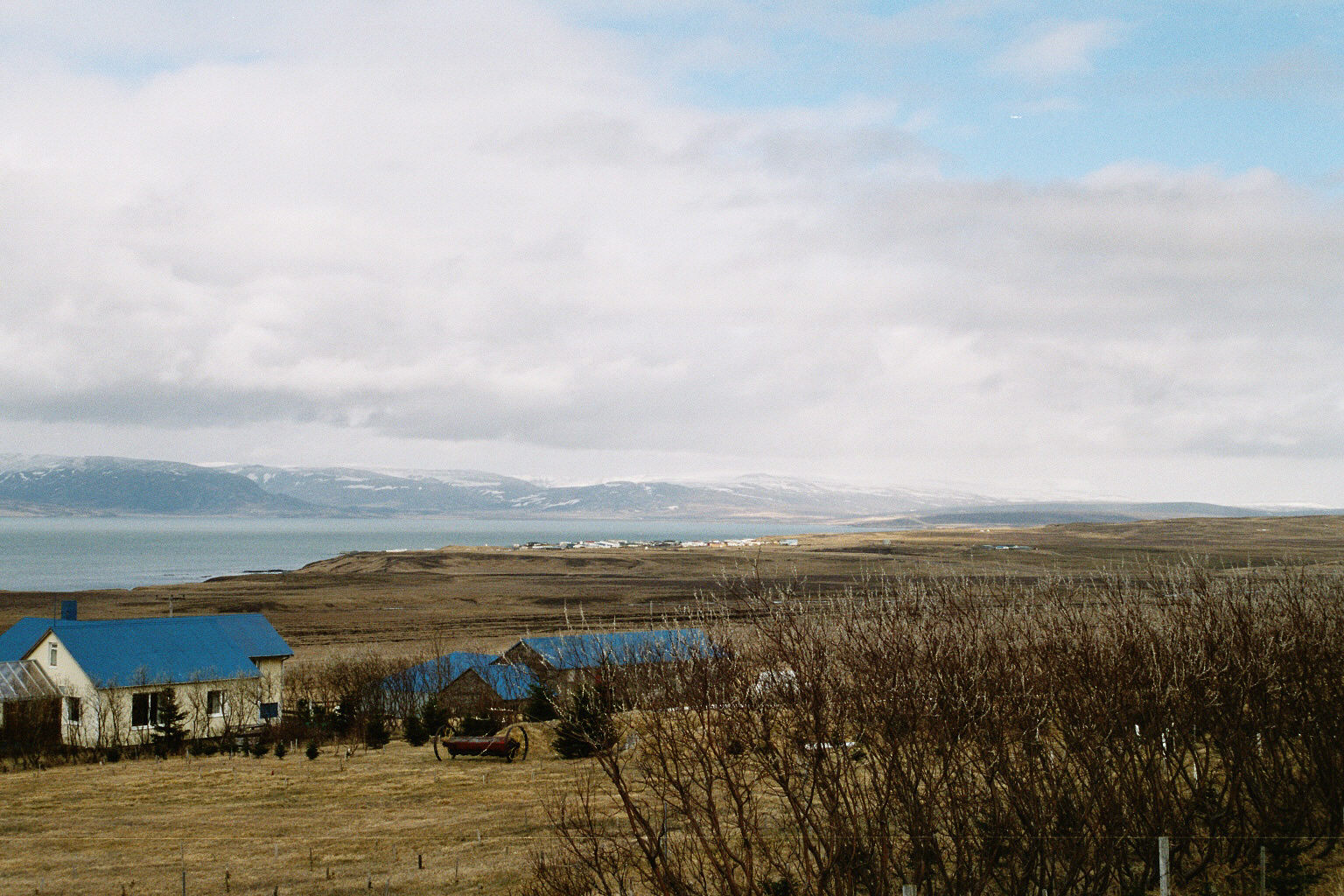
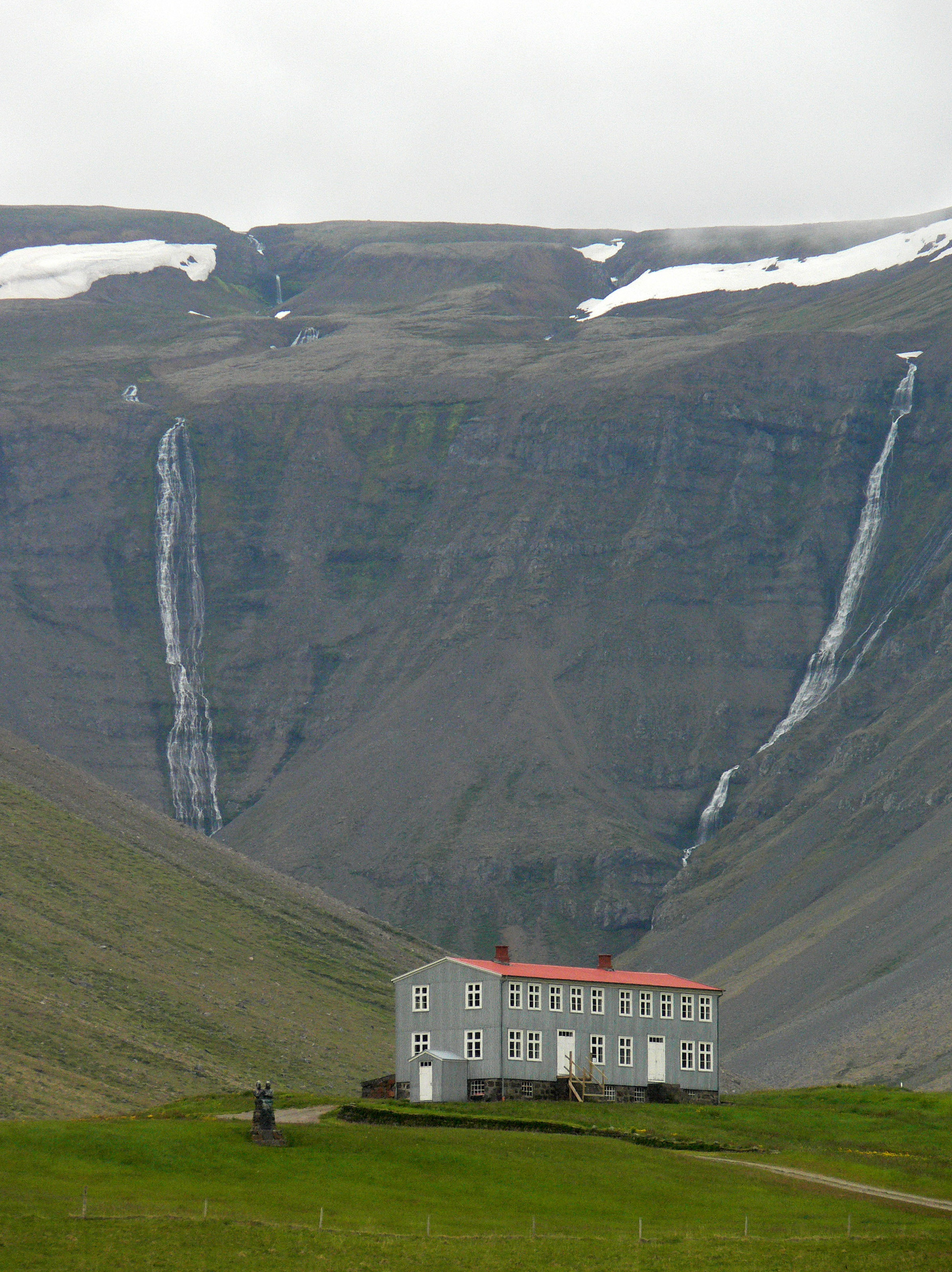
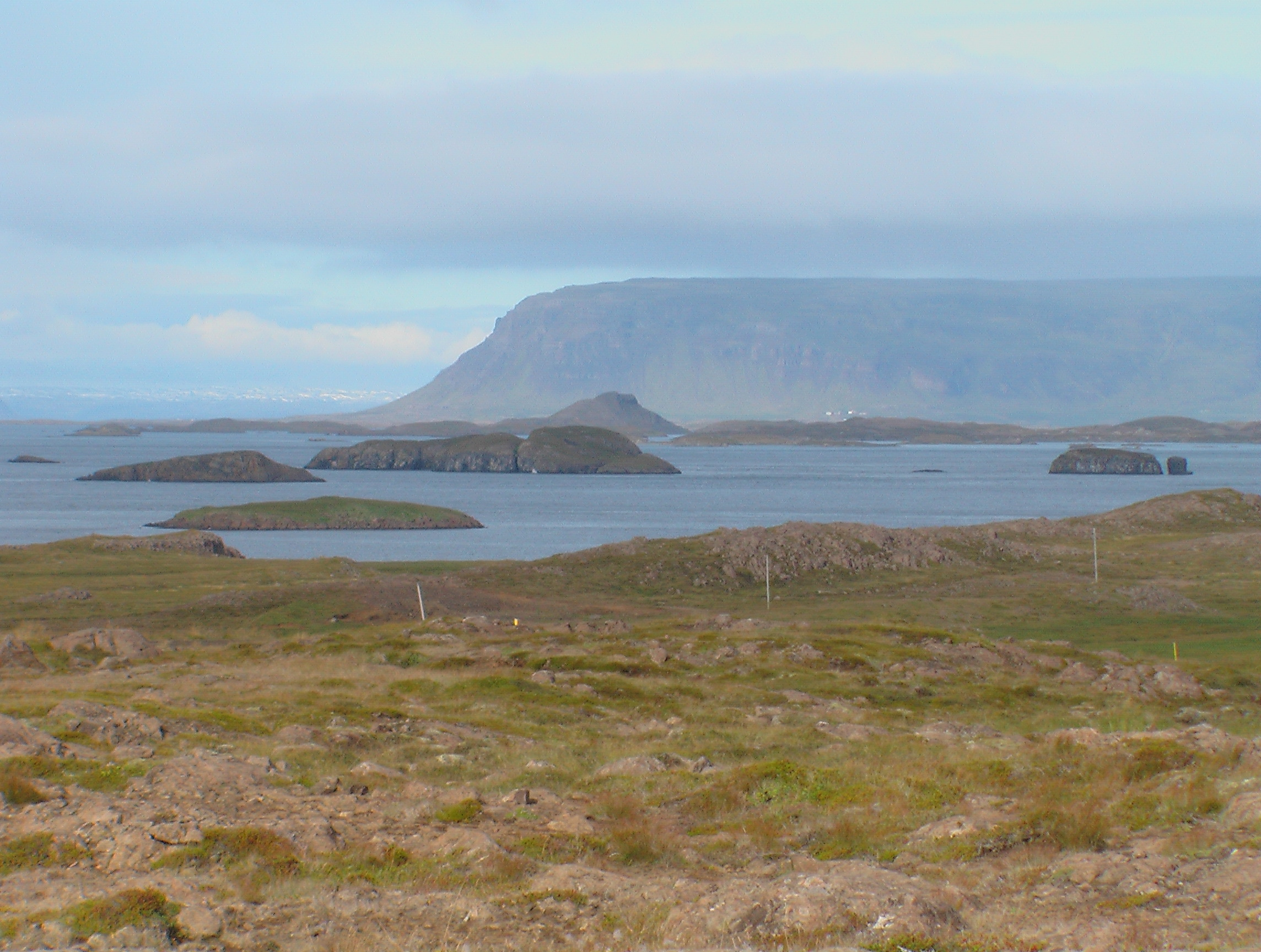